# William Byrd
William Byrd (ur. w 1543 (1540?) w Lincolnshire, zm. 4 lipca 1623 w Stondon Massey) – angielski kompozytor i organista. Jeden z najważniejszych twórców muzyki angielskiego renesansu.

## Życiorys
Karierę muzyczną rozpoczął w młodym wieku. Bardzo prawdopodobne jest, że w okresie panowania Marii Tudor (1553–1558) był członkiem kapeli królewskiej prowadzonej przez Thomasa Tallisa, innego słynnego kompozytora angielskiego tej epoki. Później młody Byrd poznawał tajniki sztuki kompozycji pod opieką Tallisa, a gdy osiągnął mistrzostwo w swym rzemiośle, stał się bliskim przyjacielem swego nauczyciela. W 1572 został organistą londyńskiej Chapel Royal (piastował to stanowisko wspólnie z Thomasem Tallisem). Obaj artyści otrzymali także od królowej przywilej monopolu na druk nut. William Byrd był również nauczycielem innego ważnego kompozytora epoki elżbietańskiej, Thomasa Morleya.

## Twórczość
Utwory Byrda kontynuują tradycję angielską, ale też kontynentalną, jak msze i motety. Przez swe mistrzostwo w muzyce chóralnej zwany był niekiedy „angielskim Palestriną”. Przeszczepiał na grunt angielski niektóre znane już na kontynencie, a nowe w muzyce angielskiej, formy muzyczne (np. madrygał). Mimo iż dożył sędziwego wieku, żyjąc i tworząc już także w XVII stuleciu, pozostał kompozytorem raczej konserwatywnym i trudno go uznać za twórcę epoki baroku.
Głównym osiągnięciem Byrda jest istotny wkład w tworzenie angielskiej muzyki sakralnej. Pisał także do tekstów łacińskich – do końca życia pozostał katolikiem. Skomponował wiele pieśni na głos z towarzyszeniem zespołu viol, bardzo różnych w stylu od pieśni np. Dowlanda, u którego słychać silny wpływ szkoły włoskiej. Byrd znany jest też jako kompozytor muzyki instrumentalnej, głównie wirginałowej (zapoczątkował szkołę wirginalistów angielskich) i organowej.